# Leverage 2.0
Leverage 2.0, im englischsprachigen Original Leverage: Redemption (dt.: Hebelwirkung und Erlösung), ist eine US-amerikanische Fernsehserie, die eine Neuauflage von Leverage darstellt. Die ersten acht Episoden wurden am 9. Juli 2021 auf Amazon Freevee (während der Veröffentlichung der ersten Staffel noch IMDb TV) ausgestrahlt, weitere acht Episoden folgten am 8. Oktober 2021. Im Dezember 2021 wurde die Serie für eine zweite Staffel verlängert. Die deutschsprachige Erstausstrahlung erfolgt auf dem Pay-TV-Sender RTL Crime des Medienunternehmens RTL Deutschland. Die Folgen werden im Anschluss auf dem Streamingdienst RTL+ veröffentlicht. Am 2. Juni 2022 erfolgte die Veröffentlichung im deutschen Free-TV beim Sender NITRO, welcher ebenfalls zum Medienunternehmen RTL Deutschland gehört. Die zweite Staffel wurde ab dem 3. April 2023 bei RTL Crime ausgestrahlt. Eine dritte Staffel wurde bereits in Auftrag gegeben.
Im Dezember 2023 wurde die Serie um eine dritte Staffel verlängert und wechselt zu Prime Video.

## Handlung
Kriminelle setzen ihre einzigartigen Fähigkeiten ein, indem sie „normalen Menschen“ helfen, sich gegen Ungerechtigkeiten von Unternehmen und Regierungen zu wehren. Die Serie führt die Handlung der von 2008 bis 2012 ausgestrahlten Serie Leverage fort, zum Hauptcast stoßen aber auch neue Charaktere hinzu.

## Besetzung
| Rolle            | Schauspieler     | Synchronstimme           | Info | Episoden  | Staffeln | Zeitraum  |
| ---------------- | ---------------- | ------------------------ | --- | --------- | -------- | --------- |
| Sophie Devereaux | Gina Bellman     | Claudia Urbschat-Mingues | Die Gaunerin des Teams und nach dem Tod ihres Mannes Nate ihr neuer Drahtzieher. Sie kämpft noch immer mit Nates Tod und findet in der Führung des Teams eine neue Bestimmung. | 1.01–     | 1–       | 2021–     |
| Eliot Spencer    | Christian Kane   | Viktor Neumann           | Der Schlagmann des Teams. Seit dem Ende der Originalserie verbringt Eliot seine Freizeit damit, mit Veteranen zu arbeiten und ihnen Jobs bei seiner Food-Truck-Kette Brick & Basil zu geben. Seine Foodtrucks dienen auch als mobile Kommandozentralen für die Einsätze des Teams. | 1.01–     | 1–       | 2021–     |
| Parker           | Beth Riesgraf    | Katrin Zimmermann        | Die Diebin des Teams und ehemalige Drahtzieherin nach dem Rücktritt von Nate und Sophie. Da ihr die Führungsaufgaben, die verschiedenen Leverage-Teams auf der ganzen Welt zu leiten, langweilig geworden sind, gibt sie die Rolle des Masterminds gerne an Sophie ab, um wieder zur Diebin zu werden, obwohl sie bei Bedarf immer noch betrügerische Rollen in den Jobs übernimmt. Sie ist immer noch romantisch mit Hardison verbunden und hat auch die Rolle der Mentorin für Breanna in Hardisons Abwesenheit übernommen. | 1.01–     | 1–       | 2021–     |
| Breanna Casey    | Aleyse Shannon   | Flavia Vinzens           | Hardisons Pflegeschwester und neue Hackerin und Tech-Meisterin des Teams. Obwohl sie keine so geschickte Hackerin ist wie ihr Bruder, ist sie eine begabte Ingenieurin mit einem Talent für physische Gebäude. Sie möchte auch andere Fähigkeiten vom Team erlernen, da sie mit den Geschichten über ihre Heldentaten aufgewachsen ist. | 1.01–     | 1–       | 2021–     |
| Harry Wilson     | Noah Wyle        | Oliver Feld              | Ein ehemaliger Anwalt für die Art von zwielichtigen Leuten, auf die das Team abzielt, bis seine Frau und seine Tochter ihn wegen seiner Arbeit verließen. Er versucht nun, sich zu rehabilitieren und der Mann zu werden, auf den seine Tochter stolz sein kann. | 1.01–     | 1–       | 2021–     |
| Alec Hardison    | Aldis Hodge      | Dennis Schmidt-Foß       | Der ursprüngliche Hacker des Teams. Seit dem Ende der Originalserie hat er seine technischen Fähigkeiten verschiedenen prodemokratischen und humanitären Organisationen auf der ganzen Welt zur Verfügung gestellt. Mit Eliots Ermutigung setzt Hardison seine Arbeit fort, da er dafür einzigartig qualifiziert ist, und überlässt seine Rolle seiner Pflegeschwester Breanna, obwohl er von Zeit zu Zeit zurückkehrt, um das Team zu unterstützen. Er pflegt seine romantische Beziehung zu Parker.                         | 1.01–2.13 | 1–2      | 2021–2023 |
| Bligh            | Lucy Taylor      | Aline Staskowiak         | Ein hochrangiges Mitglied von RIZ, einem privaten Sicherheitsunternehmen, das weltweit Geheimoperationen durchführt und dem das Leverage-Team manchmal bei der Arbeit begegnet. Ihre Firma gehörte zu Harrys ehemaligen Kunden. | 1.01–1.16 | 1        | 2021      |
| Fletcher Maxwell | Reed Diamond     | Johannes Berenz          | | 1.01–1.02 | 1        | 2021      |
| Maria Shipp      | Andrea Navedo    | Meike Finck              | Eine geradlinige Polizeibeamtin, deren Aufgaben sie gelegentlich mit dem Team in Kontakt bringen. Sie beginnt eine romantische Beziehung mit Eliot. | 1:07–1.16 | 1        | 2021      |
| Becky Wilson     | Auden Wyle       |                          | | 1.15      | 1        | 2021      |
| Grace            | Amy Motta        | Eva Thärichen            | | 1.15      | 1        | 2021      |
| Ethan Bradford   | John Hans Tester | Romanus Fuhrmann         | | 1.15–1.16 | 1        | 2021      |

## Episodenliste
| Episode | Deutscher Titel            | Originaltitel                 | Regie              | Erstausstrahlung USA | Deutschsprachige Erstausstrahlung |
| ------- | -------------------------- | ----------------------------- | ------------------ | -------------------- | --------------------------------- |
| 1       | Das Wiedersehen            | The Too Many Rembrandts Job   | Dean Devlin        | 9. Juli 2021         | 4. Oktober 2021                   |
| 2       | Das neue Team              | The Panamanian Monkeys Job    | Dean Devlin        | 9. Juli 2021         | 11. Oktober 2021                  |
| 3       | New Orleans                | The Rollin’ on the River Job  | Marc Roskin        | 9. Juli 2021         | 18. Oktober 2021                  |
| 4       | Die gerechte Strafe        | The Tower Job                 | Noah Wyle          | 9. Juli 2021         | 25. Oktober 2021                  |
| 5       | Die Geister die ich rief   | The Paranormal Hacktivity Job | Marc Roskin        | 9. Juli 2021         | 1. November 2021                  |
| 6       | Fantasy Fieber             | The Card Game Job             | Francis Dela Torre | 9. Juli 2021         | 8. November 2021                  |
| 7       | Gefährliche Software       | The Double-Edged Sword Job    | Jonathan Frakes    | 9. Juli 2021         | 15. November 2021                 |
| 8       | Der falsche Nate           | The Mastermind Job            | Dean Devlin        | 9. Juli 2021         | 22. November 2021                 |
| 9       | Spione wie wir             | The Bucket Job                | Beth Riesgraf      | 8. Oktober 2021      | 29. November 2021                 |
| 10      | Guru ohne Skrupel          | The Unwellness Job            | Noah Wyle          | 8. Oktober 2021      | 6. Dezember 2021                  |
| 11      | Gruß aus der Vergangenheit | The Jackal Job                | Marc Roskin        | 8. Oktober 2021      | 13. Dezember 2021                 |
| 12      | Das Golfspiel              | The Golf Job                  | Noah Wyle          | 8. Oktober 2021      | 20. Dezember 2021                 |
| 13      | Der Hurrican               | The Hurricane Job             | Marc Roskin        | 8. Oktober 2021      | 27. Dezember 2021                 |
| 14      | In der Schusslinie         | The Great Train Job           | Beth Riesgraf      | 8. Oktober 2021      | 3. Januar 2022                    |
| 15      | Das Leck                   | The Muddy Waters Job          | Marc Roskin        | 8. Oktober 2021      | 10. Januar 2022                   |
| 16      | Licht aus                  | The Harry Wilson Job          | Dean Devlin        | 8. Oktober 2021      | 17. Januar 2022                   |

| Episode | Deutscher Titel        | Originaltitel                | Regie          | Erstausstrahlung USA | Deutschsprachige Erstausstrahlung |
| ------- | ---------------------- | ---------------------------- | -------------- | -------------------- | --------------------------------- |
| 1       | Tanz und Tee           | The Debutante Job            | Dean Devlin    | 15. November 2022    | 3. April 2023                     |
| 2       | Schmutziges Wasser     | The One Man’s Trash Job      | Marc Roskin    | 15. November 2022    | 10. April 2023                    |
| 3       | Sport ist Mord         | The Tournament Job           | Beth Riesgraf  | 15. November 2022    | 17. April 2023                    |
| 4       | Das Date               | The Date Night Job           | Marc Roskin    | 22. November 2022    | 24. April 2023                    |
| 5       | Sicherheitsrisiko      | The Walk in the Woods Job    | Noah Wyle      | 29. November 2022    | 1. Mai 2023                       |
| 6       | Vergiftete Beziehungen | The Fractured Job            | Dean Devlin    | 6. Dezember 2022     | 8. Mai 2023                       |
| 7       | Ohne Skrupel           | The Big Rig Job              | Melina Govich  | 13. Dezember 2022    | 13. Mai 2023                      |
| 8       | Alte Tricks            | The Turkish Prisoner Job     | Beth Riesgraf  | 20. Dezember 2022    | 22. Mai 2023                      |
| 9       | Mutterinstinkt         | The Pyramid Job              | Noah Wyle      | 27. Dezember 2022    | 29. Mai 2023                      |
| 10      | Der böse Professor     | The Work Study Job           | Marshall Tyler | 3. Januar 2023       | 05. Juni 2023                     |
| 11      | Falsche Töne           | The Belly of the Beast Job   | Milena Govich  | 10. Januar 2023      | 12. Juni 2023                     |
| 12      | Fallstricke            | The Museum Makeover Job      | Marc Roskin    | 17. Januar 2023      | 19. Juni 2023                     |
| 13      | Nachts im Museum       | The Crowning Achievement Job | Marc Roskin    | 24. Januar 2023      | 26. Juni 2023                     |

## Produktion
Am 22. April 2020 gab IMDb bekannt, dass eine 13-teilige Neuauflage der Serie bestellt wurde, die über den Streaming-Dienst IMDb TV ausgestrahlt werden soll. Dean Devlin, der bei der ursprünglichen Serie als ausführender Produzent fungierte, kehrte als ausführender Produzent für die Neuauflage zurück, zusammen mit den Schöpfern der ursprünglichen Serie, John Rogers und Chris Downey, die als beratende Produzenten und Autoren fungierten. Marc Roskin, Rachel Olschan-Wilson und Kate Rorick sind ausführende Produzenten. Noah Wyle wird voraussichtlich bei zwei Episoden der Serie Regie führen und Beth Riesgraf wird bei einer Episode Regie führen. Die Dreharbeiten begannen am 10. August 2020 in New Orleans und waren im März 2021 abgeschlossen. Am 9. Dezember 2021 erneuerte IMDb TV die Serie für eine zweite Staffel.

## Casting
Am 22. April 2020 gab IMDb bekannt, dass vier der ursprünglichen Darsteller zurückkehren würden: Beth Riesgraf, Gina Bellman und Christian Kane in den Hauptrollen und Aldis Hodge in einer wiederkehrenden Rolle. Noah Wyle wurde als neuer Charakter angekündigt; das einzige Mitglied der Originalbesetzung, das für die Wiederaufnahme nicht zurückkehren werde, sei Timothy Hutton. Im August 2020 wurde bekannt gegeben, dass Aleyse Shannon als Breanna Casey, eine Hackerin, die bei der gleichen Pflegemutter wie Hardison aufgewachsen ist, zur Stammbesetzung gehöre. Im März 2021 wurde angekündigt, dass James Marsters eine Gastrolle in der Serie übernehmen werde.

## Veröffentlichung
Die Serie wurde in zwei Teilen veröffentlicht, wobei die ersten acht Episoden der Serie am 9. Juli 2021 auf IMDb TV-Premiere feierten und die restlichen acht Episoden am 8. Oktober 2021 veröffentlicht wurden. In Kanada wird die Serie auf dem CTV Drama Channel ausgestrahlt.